# District d'Usu
Le district d'Usu (有珠郡, Usu-gun) est un district de la sous-préfecture d'Iburi, au Japon.
Au 31 mars 2015, la population de ce district s'élevait à 2 676 habitants répartis sur une superficie de 205 km2.

## Bourg
- Sōbetsu